# Список видов семейства Zodariidae
Список всех описанных видов пауков семейства Zodariidae на 4 декабря 2013 года. 

## Akyttara
Akyttara Jocque, 1987
- Akyttara akagera Jocque, 1987 — Руанда
- Akyttara homunculus Jocque, 1991 — Ботсвана
- Akyttara mahnerti Jocque, 1987 — Кения
- Akyttara odorocci Ono, 2004 — Вьетнам
- Akyttara ritchiei Jocque, 1987 — Кения

## Amphiledorus
Amphiledorus Jocque & Bosmans, 2001
- Amphiledorus adonis Jocque & Bosmans, 2001 — Португалия
- Amphiledorus balius Jocque & Bosmans, 2001 — Испания, Алжир
- Amphiledorus histrionicus (Simon, 1884) — Алжир, Тунис
- Amphiledorus ungoliantae Pekar & Cardoso, 2005 — Португалия

## Antillorena
Antillorena Jocque, 1991
- Antillorena gaia Brescovit & Ruiz, 2011 — Бразилия
- Antillorena patapata Brescovit & Ruiz, 2011 — Бразилия
- Antillorena polli (Simon, 1887) — Малые Антильские острова

## Asceua
Asceua Thorell, 1887
- Asceua amabilis Thorell, 1897 — Мьянма
- Asceua anding Zhang, Zhang & Jia, 2012 — Китай
- Asceua bimaculata (Simon, 1904) — Вьетнам
- Asceua cingulata (Simon, 1905) — Индия
- Asceua daoxian Yin, 2012 — Китай
- Asceua dispar (Kulczynski, 1911) — Ява
- Asceua elegans Thorell, 1887 — Мьянма
- Asceua expugnatrix Jocque, 1995 — Северные Территории, Квинсленд
- Asceua gruezoi Barrion & Litsinger, 1992 — Филиппины
- Asceua heliophila (Simon, 1893) — Филиппины
- Asceua japonica (Bosenberg & Strand, 1906) — Япония
- Asceua jianfeng Song & Kim, 1997 — Китай
- Asceua kunming Song & Kim, 1997 — Китай
- Asceua lejeunei Jocque, 1991 — Конго
- Asceua maculosa Logunov, 2010 — Вьетнам
- Asceua menglun Song & Kim, 1997 — Китай
- Asceua piperata Ono, 2004 — Вьетнам
- Asceua quadrimaculata Zhang, Zhang & Jia, 2012 — Китай
- Asceua quinquestrigata (Simon, 1905) — Ява
- Asceua radiosa Jocque, 1986 — Коморские острова
- Asceua septemmaculata (Simon, 1893) — Камбоджа
- Asceua similis Song & Kim, 1997 — Китай
- Asceua torquata (Simon, 1909) — Китай, Вьетнам
- Asceua wallacei Bosmans & Hillyard, 1990 — Сулавеси
- Asceua zodarionina (Simon, 1907) — Гвинея-Бисау

## Aschema
Aschema Jocque, 1991
- Aschema madagascariensis (Strand, 1907) — Мадагаскар
- Aschema pallida Jocque, 1991 — Мадагаскар

## Asteron
Asteron Jocque, 1991
- Asteron biperforatum Jocque & Baehr, 2001 — Квинсленд
- Asteron grayi Jocque & Baehr, 2001 — Новый Южный Уэльс
- Asteron hunti Jocque & Baehr, 2001 — Новый Южный Уэльс, Австралийская столичная территория
- Asteron inflatum Jocque & Baehr, 2001 — Виктория
- Asteron quintum Jocque & Baehr, 2001 — Виктория
- Asteron reticulatum Jocque, 1991 — Квинсленд, Новый Южный Уэльс. Виктория, Тасмания
- Asteron tasmaniense Jocque & Baehr, 2001 — Тасмания
- Asteron zabkai Jocque & Baehr, 2001 — Новый Южный Уэльс

## Australutica
Australutica Jocque, 1995
- Australutica africana Jocque, 2008 — Южная Африка
- Australutica manifesta Jocque, 1995 — Южная Австралия
- Australutica moreton Jocque, 1995 — Квинсленд
- Australutica normanlarseni Jocque, 2008 — Южная Африка
- Australutica quaerens Jocque, 1995 — Южная Австралия
- Australutica xystarches Jocque, 1995 — Южная Австралия

## Basasteron
Basasteron Baehr, 2003
- Basasteron leucosemum (Rainbow, 1920) — Лорд-Хау

## Caesetius
Caesetius Simon, 1893
- Caesetius bevisi (Hewitt, 1916) — Южная Африка
- Caesetius biprocessiger (Lawrence, 1952) — Южная Африка
- Caesetius flavoplagiatus Simon, 1910 — Намибия, Южная Африка
- Caesetius globicoxis (Lawrence, 1942) — Южная Африка
- Caesetius inflatus Jocque, 1991 — Мозамбик, Малави, Южная Африка
- Caesetius murinus Simon, 1893 — Южная Африка
- Caesetius politus (Simon, 1893) — Южная Африка
- Caesetius rosei (Bacelar, 1953) — Мозамбик
- Caesetius schultzei Simon, 1910 — Южная Африка
- Caesetius spenceri (Pocock, 1900) — Южная Африка

## Capheris
Capheris Simon, 1893
- Capheris abrupta Jocque, 2009 — Южная Африка
- Capheris apophysalis Lawrence, 1928 — Намибия
- Capheris approximata (Karsch, 1878) — Намибия, Южная Африка
- Capheris brunnea (Marx, 1893) — Конго
- Capheris crassimana (Simon, 1887) — Намибия
- Capheris decorata Simon, 1904 — Замбия, Зимбабве, Мозамбик, Южная Африка
- Capheris fitzsimonsi Lawrence, 1936 — Зимбабве, Ботсвана
- Capheris kunenensis Lawrence, 1927 — Намибия
- Capheris langi Lawrence, 1936 — Ботсвана, Южная Африка
- Capheris oncka Lawrence, 1927 — Ангола, Намибия, Ботсвана
- Capheris subtilis Jocque, 2009 — Намибия, Зимбабве, Южная Африка

## Cavasteron
Cavasteron Baehr & Jocque, 2000
- Cavasteron agelenoides Baehr & Jocque, 2000 — Квинсленд
- Cavasteron atriceps Baehr & Jocque, 2000 — Южная Австралия
- Cavasteron crassicalcar Baehr & Jocque, 2000 — Западная Австралия, Южная Австралия
- Cavasteron exquisitum Baehr & Jocque, 2000 — Южная Австралия, Квинсленд
- Cavasteron guttulatum Baehr & Jocque, 2000 — Южная Австралия
- Cavasteron index Baehr & Jocque, 2000 — Северные Территории
- Cavasteron lacertae Baehr & Jocque, 2000 — Северные Территории, Южная Австралия, Квинсленд
- Cavasteron margaretae Baehr & Jocque, 2000 — Западная Австралия
- Cavasteron martini Baehr & Jocque, 2000 — Западная Австралия
- Cavasteron mjoebergi Baehr & Jocque, 2000 — Западная Австралия
- Cavasteron tenuicalcar Baehr & Jocque, 2000 — Западная Австралия
- Cavasteron triunguis Baehr & Jocque, 2000 — Квинсленд

## Chariobas
Chariobas Simon, 1893
- Chariobas armatissimus Caporiacco, 1947 — Эфиопия
- Chariobas cylindraceus Simon, 1893 — Кот-д’Ивуар, Габон, Конго, Ангола
- Chariobas decoratus Lawrence, 1952 — Южная Африка
- Chariobas lineatus Pocock, 1900 — Южная Африка
- Chariobas mamillatus Strand, 1909 — Южная Африка
- Chariobas navigator Strand, 1909 — Южная Африка
- Chariobas subtropicalis Lawrence, 1952 — Южная Африка

## Chilumena
Chilumena Jocque, 1995
- Chilumena baehrorum Jocque, 1995 — Северные Территории
- Chilumena reprobans Jocque, 1995 — Западная Австралия

## Cicynethus
Cicynethus Simon, 1910
- Cicynethus acanthopus Simon, 1910 — Намибия
- Cicynethus floriumfontis Jocque, 1991 — Южная Африка
- Cicynethus peringueyi (Simon, 1893) — Южная Африка

## Colima
Colima Jocque & Baert, 2005
- Colima colima Jocque & Baert, 2005 — Мексика
- Colima manzanillo Jocque & Baert, 2005 — Мексика

## Cryptothele
Cryptothele L. Koch, 1872
- Cryptothele alluaudi Simon, 1893 — Сейшеллы
- Cryptothele ceylonica O. P.-Cambridge, 1877 — Шри-Ланка
- Cryptothele collina Pocock, 1901 — Индия
- Cryptothele cristata Simon, 1884 — Неизвестно
- Cryptothele doreyana Simon, 1890 — Новая Гвинея, Квинсленд
- Cryptothele marchei Simon, 1890 — Новая Каледония, Марианские острова
- Cryptothele sundaica Thorell, 1890 — Сингапур, Суматра, Ява
  - Cryptothele sundaica amplior Kulczynski, 1911 — Зондские острова
  - Cryptothele sundaica javana Kulczynski, 1911 — Ява
- Cryptothele verrucosa L. Koch, 1872 — Самоа, Фиджи

## Cybaeodamus
Cybaeodamus Mello-Leitao, 1938
- Cybaeodamus brescoviti Lise, Ott & Rodrigues, 2009 — Бразилия
- Cybaeodamus enigmaticus (Mello-Leitao, 1939) — Аргентина
- Cybaeodamus lentiginosus (Simon, 1905) — Аргентина
- Cybaeodamus lycosoides (Nicolet, 1849) — Чили
- Cybaeodamus meridionalis Lise, Ott & Rodrigues, 2009 — Бразилия, Аргентина
- Cybaeodamus ornatus Mello-Leitao, 1938 — Перу, Аргентина, Уругвай
- Cybaeodamus taim Lise, Ott & Rodrigues, 2009 — Бразилия, Аргентина
- Cybaeodamus tocantins Lise, Ott & Rodrigues, 2009 — Бразилия

## Cydrela
Cydrela Thorell, 1873
- Cydrela albopilosa Simon & Fage, 1922 — Восточная Африка
- Cydrela decidua Dankittipakul & Jocque, 2006 — Таиланд
- Cydrela escheri (Reimoser, 1934) — Индия
- Cydrela friedlanderae Hewitt, 1914 — Южная Африка
- Cydrela insularis (Pocock, 1899) — Сокотра
- Cydrela kenti Lessert, 1933 — Ангола
- Cydrela kreagra Nzigidahera & Jocque, 2010 — Бурунди
- Cydrela linzhiensis (Hu, 2001) — Китай
- Cydrela nasuta Lessert, 1936 — Мозамбик
- Cydrela neptuna Nzigidahera & Jocque, 2010 — Бурунди
- Cydrela nitidiceps (Simon, 1905) — Индия
- Cydrela otavensis Lawrence, 1928 — Намибия
- Cydrela pristina Dankittipakul & Jocque, 2006 — Таиланд
- Cydrela schoemanae Jocque, 1991 — Южная Африка
- Cydrela spinifrons Hewitt, 1915 — Южная Африка
- Cydrela spinimana Pocock, 1898 — Южная Африка
- Cydrela stigmatica (Simon, 1876) — Занзибар
- Cydrela stillata (Simon, 1905) — Индия
- Cydrela unguiculata (O. P.-Cambridge, 1870) — Южная Африка

## Cyrioctea
Cyrioctea Simon, 1889
- Cyrioctea aschaensis Schiapelli & Gerschman, 1942 — Аргентина
- Cyrioctea calderoni Platnick, 1986 — Чили
- Cyrioctea cruz Platnick, 1986 — Чили
- Cyrioctea griswoldorum Platnick & Jocque, 1992 — Намибия
- Cyrioctea hirsuta Platnick & Griffin, 1988 — Намибия
- Cyrioctea lotzi Jocque, 2013 — Южная Африка
- Cyrioctea marken Platnick & Jocque, 1992 — Южная Африка
- Cyrioctea mauryi Platnick, 1986 — Чили
- Cyrioctea namibensis Platnick & Griffin, 1988 — Намибия
- Cyrioctea raveni Platnick & Griffin, 1988 — Квинсленд
- Cyrioctea sawadee Jocque, 2013 — Южная Африка
- Cyrioctea spinifera (Nicolet, 1849) — Чили
- Cyrioctea whartoni Platnick & Griffin, 1988 — Намибия

## Diores
Diores Simon, 1893
- Diores annetteae Jocque, 1990 — Южная Африка
- Diores anomalus Jocque, 1990 — Мадагаскар
- Diores auricula Tucker, 1920 — Зимбабве, Южная Африка
- Diores bifurcatus Tucker, 1920 — Южная Африка
- Diores bivattatus Simon, 1893 — Южная Африка
- Diores bouilloni Benoit, 1965 — Конго
- Diores brevis Jocque, 1990 — Кения
- Diores capensis Tucker, 1920 — Южная Африка
- Diores chelinda Jocque, 1990 — Малави
- Diores cognatus O. P.-Cambridge, 1904 — Южная Африка
- Diores damara Jocque, 1990 — Намибия
- Diores decipiens Jocque, 1990 — Южная Африка
- Diores delesserti Caporiacco, 1949 — Кения
- Diores delicatulus Lawrence, 1936 — Ботсвана, Зимбабве
- Diores dowsetti Jocque, 1990 — Южная Африка
- Diores druryi Tucker, 1920 — Намибия
- Diores femoralis Jocque, 1990 — Южная Африка
- Diores filomenae Jocque, 2003 — Коморские острова
- Diores geraerti Jocque, 1990 — Камерун, Конго
- Diores godfreyi Hewitt, 1919 — Южная Африка
- Diores griswoldorum Jocque, 1990 — Намибия
- Diores immaculatus Tullgren, 1910 — Танзания
- Diores initialis Jocque, 1990 — Кения, Танзания
- Diores jonesi Tucker, 1920 — Южная Африка
- Diores kenyae Berland, 1920 — Кения
- Diores kibonotensis Tullgren, 1910 — Танзания
- Diores leleupi Jocque, 1990 — Южная Африка
- Diores lemaireae Jocque, 1990 — Малави
- Diores lesserti Lawrence, 1952 — Южная Африка
- Diores magicus Jocque & Dippenaar-Schoeman, 1992 — Зимбабве
- Diores malaissei Jocque, 1990 — Конго
- Diores milloti Jocque, 1990 — Мадагаскар
- Diores miombo Jocque, 1990 — Малави
- Diores monospinus Jocque, 1990 — Малави
- Diores murphyorum Jocque, 1990 — Кения
- Diores naivashae Berland, 1920 — Кения
- Diores namibia Jocque, 1990 — Намибия
- Diores patellaris Jocque, 1990 — Малави
- Diores pauper Jocque, 1990 — Южная Африка
- Diores poweri Tucker, 1920 — Южная Африка
- Diores radulifer Simon, 1910 — Южная Африка
- Diores rectus Jocque, 1990 — Малави, Южная Африка
- Diores recurvatus Jocque, 1990 — Южная Африка
- Diores russelli Jocque, 1990 — Ботсвана
- Diores salisburyensis Tucker, 1920 — Намибия, Ботсвана, Зимбабве, Замбия
- Diores seiugatus Jocque, 1986 — Коморские острова
- Diores sequax Jocque, 1990 — Южная Африка
- Diores setosus Tucker, 1920 — Южная Африка
- Diores silvestris Jocque, 1990 — Южная Африка
- Diores simoni O. P.-Cambridge, 1904 — Южная Африка
- Diores simplicior Jocque, 1990 — Малави
- Diores spinulosus Jocque, 1990 — Южная Африка
- Diores strandi Caporiacco, 1949 — Кения, Руанда, Конго
- Diores tavetae Berland, 1920 — Кения
- Diores termitophagus Jocque & Dippenaar-Schoeman, 1992 — Южная Африка
- Diores triangulifer Simon, 1910 — Намибия, Южная Африка
- Diores triarmatus Lessert, 1929 — Конго
- Diores univittatus Tullgren, 1910 — Танзания
- Diores youngai Jocque, 1990 — Южная Африка

## Dusmadiores
Dusmadiores Jocque, 1987
- Dusmadiores deserticola Jocque, 2011 — ОАЭ
- Dusmadiores doubeni Jocque, 1987 — Togo
- Dusmadiores katelijnae Jocque, 1987 — Нигерия
- Dusmadiores robanja Jocque, 1987 — Кот-д’Ивуар

## Epicratinus
Epicratinus Jocque & Baert, 2005
- Epicratinus amazonicus Jocque & Baert, 2005 — Бразилия
- Epicratinus petropolitanus (Mello-Leitao, 1922) — Бразилия
- Epicratinus pugionifer Jocque & Baert, 2005 — Бразилия
- Epicratinus takutu Jocque & Baert, 2005 — Гайана

## Euasteron
Euasteron Baehr, 2003
- Euasteron atriceps Baehr, 2003 — Западная Австралия
- Euasteron bartoni Baehr, 2003 — Виктория
- Euasteron carnarvon Baehr, 2003 — Западная Австралия
- Euasteron churchillae Baehr, 2003 — Северные Территории
- Euasteron enterprise Baehr, 2003 — Квинсленд
- Euasteron gibsonae Baehr, 2003 — Северные Территории, Квинсленд
- Euasteron harveyi Baehr, 2003 — Западная Австралия
- Euasteron johannae Baehr, 2003 — Западная Австралия
- Euasteron juliannae Baehr, 2003 — Западная Австралия
- Euasteron krebsorum Baehr, 2003 — Новый Южный Уэльс, Южная Австралия
- Euasteron lorne Baehr, 2003 — Новый Южный Уэльс
- Euasteron milledgei Baehr, 2003 — Новый Южный Уэльс
- Euasteron monteithorum Baehr, 2003 — Квинсленд, Новый Южный Уэльс
- Euasteron raveni Baehr, 2003 — Квинсленд
- Euasteron ulrichi Baehr, 2003 — Западная Австралия
- Euasteron ursulae Baehr, 2003 — Западная Австралия
- Euasteron willeroo Baehr, 2003 — Северные Территории

## Euryeidon
Euryeidon Dankittipakul & Jocque, 2004
- Euryeidon anthonyi Dankittipakul & Jocque, 2004 — Таиланд
- Euryeidon consideratum Dankittipakul & Jocque, 2004 — Таиланд
- Euryeidon monticola Dankittipakul & Jocque, 2004 — Таиланд
- Euryeidon musicum Dankittipakul & Jocque, 2004 — Таиланд
- Euryeidon schwendingeri Dankittipakul & Jocque, 2004 — Таиланд
- Euryeidon sonthichaiae Dankittipakul & Jocque, 2004 — Таиланд

## Forsterella
Forsterella Jocque, 1991
- Forsterella faceta Jocque, 1991 — Новая Зеландия

## Habronestes
Habronestes L. Koch, 1872
- Habronestes archiei Baehr, 2008 — Квинсленд
- Habronestes australiensis (O. P.-Cambridge, 1869) — Австралия
- Habronestes bicornis Baehr, 2003 — Новый Южный Уэльс
- Habronestes bispinosus Baehr & Raven, 2009 — Тасмания
- Habronestes boq Baehr, 2008 — Квинсленд
- Habronestes boutinae Baehr & Raven, 2009 — Тасмания
- Habronestes bradleyi (O. P.-Cambridge, 1869) — Австралия
- Habronestes braemar Baehr, 2008 — Квинсленд
- Habronestes calamitosus Jocque, 1995 — Квинсленд
- Habronestes clausoni Baehr, 2008 — Квинсленд
- Habronestes dickmani Baehr, 2008 — Квинсленд
- Habronestes diocesegrafton Baehr, 2008 — Новый Южный Уэльс
- Habronestes driesseni Baehr & Raven, 2009 — Тасмания
- Habronestes driscolli Baehr, 2003 — Новый Южный Уэльс
- Habronestes drummond Baehr, 2008 — Квинсленд
- Habronestes epping Baehr & Raven, 2009 — Тасмания
- Habronestes gallowayi Baehr, 2008 — Квинсленд
- Habronestes gayndah Baehr, 2008 — Квинсленд
- Habronestes giganteus Baehr, 2003 — Новый Южный Уэльс
- Habronestes grahami Baehr, 2003 — Новый Южный Уэльс, Австралийская столичная территория
- Habronestes grayi Baehr, 2003 — Новый Южный Уэльс
- Habronestes grimwadei (Dunn, 1951) — Австралия
- Habronestes gumbardo Baehr, 2008 — Квинсленд
- Habronestes hamatus Baehr, 2003 — Новый Южный Уэльс
- Habronestes hebronae Baehr, 2003 — Квинсленд, Новый Южный Уэльс
- Habronestes helenae Baehr, 2003 — Новый Южный Уэльс
- Habronestes hickmani Baehr & Raven, 2009 — Тасмания
- Habronestes hooperi Baehr, 2008 — Квинсленд
- Habronestes hunti Baehr, 2003 — Новый Южный Уэльс
- Habronestes jankae Baehr, 2008 — Квинсленд, Новый Южный Уэльс
- Habronestes jocquei Baehr, 2003 — Новый Южный Уэльс
- Habronestes longiconductor Baehr, 2003 — Новый Южный Уэльс
- Habronestes macedonensis (Hogg, 1900) — Новый Южный Уэльс, Виктория, Тасмания
- Habronestes minor Baehr, 2003 — Новый Южный Уэльс
- Habronestes monocornis Baehr, 2003 — Новый Южный Уэльс
- Habronestes piccolo Baehr, 2003 — Новый Южный Уэльс
- Habronestes pictus (L. Koch, 1865) — Новый Южный Уэльс, Австралийская столичная территория
- Habronestes powelli Baehr, 2008 — Новый Южный Уэльс
- Habronestes pseudoaustraliensis Baehr, 2003 — Новый Южный Уэльс
- Habronestes raveni Baehr, 2003 — Новый Южный Уэльс, Виктория
- Habronestes rawlinsonae Baehr, 2003 — Квинсленд, Новый Южный Уэльс
- Habronestes striatipes L. Koch, 1872 — Квинсленд
- Habronestes tasmaniensis Baehr & Raven, 2009 — Тасмания
- Habronestes thaleri Baehr & Raven, 2009 — Тасмания
- Habronestes tillmani Baehr, 2008 — Квинсленд, Новый Южный Уэльс
- Habronestes toddi (Hickman, 1944) — Северные Территории
- Habronestes ulrichi Baehr, 2008 — Новый Южный Уэльс
- Habronestes ungari Baehr, 2003 — Квинсленд, Новый Южный Уэльс
- Habronestes weelahensis Baehr, 2003 — Квинсленд, Новый Южный Уэльс
- Habronestes wilkiei Baehr, 2003 — Новый Южный Уэльс

## Heliconilla
Heliconilla Dankittipakul, Jocque & Singtripop, 2012
- Heliconilla aculeata Dankittipakul, Jocque & Singtripop, 2012 — Таиланд
- Heliconilla cochleata Dankittipakul, Jocque & Singtripop, 2012 — Вьетнам
- Heliconilla crassa Dankittipakul, Jocque & Singtripop, 2012 — Таиланд
- Heliconilla furcata Dankittipakul, Jocque & Singtripop, 2012 — Таиланд
- Heliconilla globularis Dankittipakul, Jocque & Singtripop, 2012 — Таиланд, Малайзия, Сингапур
- Heliconilla irrorata (Thorell, 1887) — Мьянма
- Heliconilla mesopetala Dankittipakul, Jocque & Singtripop, 2012 — Мьянма, Таиланд
- Heliconilla oblonga (Zhang & Zhu, 2009) — Китай, Таиланд
- Heliconilla thaleri (Dankittipakul & Schwendinger, 2009) — Таиланд

## Heradida
Heradida Simon, 1893
- Heradida bicincta Simon, 1910 — Южная Африка
- Heradida extima Jocque, 1987 — Южная Африка
- Heradida griffinae Jocque, 1987 — Намибия
- Heradida loricata Simon, 1893 — Южная Африка
- Heradida speculigera Jocque, 1987 — Южная Африка
- Heradida xerampelina Benoit, 1974 — Южная Африка

## Heradion
Heradion Dankittipakul & Jocque, 2004
- Heradion damrongi Dankittipakul & Jocque, 2004 — Малайзия
- Heradion depressum Dankittipakul, Jager & Singtripop, 2012 — Лаос
- Heradion flammeum (Ono, 2004) — Вьетнам
- Heradion intermedium Chami-Kranon & Ono, 2007 — Вьетнам
- Heradion luctator Dankittipakul & Jocque, 2004 — Малайзия
- Heradion momoinum (Ono, 2004) — Вьетнам
- Heradion naiadis Dankittipakul & Jocque, 2004 — Таиланд
- Heradion paradiseum (Ono, 2004) — Китай, Вьетнам
- Heradion pernix Dankittipakul & Jocque, 2004 — Малайзия
- Heradion peteri Dankittipakul & Jocque, 2004 — Таиланд

## Hermippus
Hermippus Simon, 1893
- Hermippus affinis Strand, 1906 — Эфиопия, Сомали
- Hermippus arcus Jocque, 1989 — Танзания
- Hermippus arjuna (Gravely, 1921) — Индия
- Hermippus cruciatus Simon, 1905 — Индия, Шри-Ланка
- Hermippus loricatus Simon, 1893 — Центральная, Южная Африка
- Hermippus minutus Jocque, 1986 — Зимбабве
- Hermippus schoutedeni Lessert, 1938 — Кения
- Hermippus septemguttatus Lawrence, 1942 — Южная Африка
- Hermippus tenebrosus Jocque, 1986 — Южная Африка

## Hetaerica
Hetaerica Rainbow, 1916
- Hetaerica harveyi Raven & Baehr, 2000 — Западная Австралия
- Hetaerica scenica (L. Koch, 1872) — Квинсленд

## Holasteron
Holasteron Baehr, 2004
- Holasteron aciculare Baehr, 2004 — Австралия
- Holasteron aspinosum Baehr, 2004 — Западная Австралия
- Holasteron driscolli Baehr, 2004 — Новый Южный Уэльс, Южная Австралия
- Holasteron esperance Baehr, 2004 — Западная Австралия
- Holasteron flinders Baehr, 2004 — Южная Австралия
- Holasteron hirsti Baehr, 2004 — Южная Австралия
- Holasteron humphreysi Baehr, 2004 — Южная Австралия
- Holasteron kangaroo Baehr, 2004 — Южная Австралия
- Holasteron marliesae Baehr, 2004 — Новый Южный Уэльс
- Holasteron perth Baehr, 2004 — Западная Австралия
- Holasteron pusillum Baehr, 2004 — Западная Австралия, Южная Австралия
- Holasteron quemuseum Baehr, 2004 — Квинсленд
- Holasteron reinholdae Baehr, 2004 — Западная Австралия
- Holasteron spinosum Baehr, 2004 — Западная Австралия, Южная Австралия, Виктория
- Holasteron stirling Baehr, 2004 — Западная Австралия
- Holasteron wamuseum Baehr, 2004 — Западная Австралия

## Ishania
Ishania Chamberlin, 1925
- Ishania absoluta (Gertsch & Davis, 1940) — Мексика
- Ishania aztek Jocque & Baert, 2002 — Мексика
- Ishania centrocavata Jocque & Baert, 2002 — Мексика
- Ishania chicanna Jocque & Baert, 2002 — Мексика
- Ishania chichimek Jocque & Baert, 2002 — Мексика
- Ishania firma Jocque & Baert, 2002 — Мексика
- Ishania gertschi Jocque & Baert, 2002 — Мексика
- Ishania guerrero Jocque & Baert, 2002 — Мексика
- Ishania hessei (Chamberlin & Ivie, 1936) — Мексика
- Ishania huastek Jocque & Baert, 2002 — Мексика
- Ishania ivieorum Jocque & Baert, 2002 — Мексика
- Ishania latefossulata Jocque & Baert, 2002 — Мексика
- Ishania maya Jocque & Baert, 2002 — Мексика
- Ishania minuta Jocque & Baert, 2002 — Гондурас
- Ishania mixtek Jocque & Baert, 2002 — Мексика
- Ishania mundella (Gertsch & Davis, 1940) — Мексика
- Ishania nayarit Jocque & Baert, 2002 — Мексика
- Ishania oaxaca Jocque & Baert, 2002 — Мексика
- Ishania ocosingo Jocque & Baert, 2002 — Мексика
- Ishania olmek Jocque & Baert, 2002 — Мексика
- Ishania paxoides Jocque & Baert, 2002 — Мексика, Гондурас
- Ishania perforata Jocque & Baert, 2002 — Гватемала
- Ishania protecta Jocque & Baert, 2002 — Мексика
- Ishania querci Jocque & Baert, 2002 — Мексика
- Ishania real Jocque & Baert, 2002 — Мексика
- Ishania relativa Jocque & Baert, 2002 — Мексика
- Ishania simplex Jocque & Baert, 2002 — Мексика
- Ishania tarask Jocque & Baert, 2002 — Мексика
- Ishania tentativa Chamberlin, 1925 — Коста-Рика
- Ishania tinga (F. O. P.-Cambridge, 1899) — Мексика
- Ishania tormento Jocque & Baert, 2002 — Мексика
- Ishania totonak Jocque & Baert, 2002 — Мексика
- Ishania vacua Jocque & Baert, 2002 — Мексика
- Ishania xilitla Jocque & Baert, 2002 — Мексика
- Ishania zapotek Jocque & Baert, 2002 — Мексика

## Lachesana
Lachesana Strand, 1932
- Lachesana blackwalli (O. P.-Cambridge, 1872) — Крит, Кипр, Турция, Израиль, Ливан
- Lachesana graeca Thaler & Knoflach, 2004 — Греция
- Lachesana insensibilis Jocque, 1991 — Саудовская Аравия
- Lachesana perversa (Audouin, 1826) — Египт, Сирия
- Lachesana rufiventris (Simon, 1873) — Израиль, Сирия
- Lachesana tarabaevi Zonstein & Ovtchinnikov, 1999 — Центральная Азия
- Lachesana vittata (Strand, 1906) — Тунис

## Leprolochus
Leprolochus Simon, 1893
- Leprolochus birabeni Mello-Leitao, 1942 — Бразилия, Парагвай, Аргентина
- Leprolochus levergere Lise, 1994 — Бразилия
- Leprolochus mucuge Lise, 1994 — Бразилия
- Leprolochus oeiras Lise, 1994 — Бразилия
- Leprolochus parahybae Mello-Leitao, 1917 — Бразилия
- Leprolochus spinifrons Simon, 1893 — от Панамы до Венесуэлы
- Leprolochus stratus Jocque & Platnick, 1990 — Венесуэла

## Leptasteron
Leptasteron Baehr & Jocque, 2001
- Leptasteron platyconductor Baehr & Jocque, 2001 — Западная Австралия
- Leptasteron vexillum Baehr & Jocque, 2001 — Новый Южный Уэльс

## Lutica
Lutica Marx, 1891
- Lutica abalonea Gertsch, 1961 — США
- Lutica bengalensis Tikader & Patel, 1975 — Индия
- Lutica clementea Gertsch, 1961 — США
- Lutica deccanensis Tikader & Malhotra, 1976 — Индия
- Lutica kovvurensis Reddy & Patel, 1993 — Индия
- Lutica maculata Marx, 1891 — США
- Lutica nicolasia Gertsch, 1961 — США
- Lutica poonaensis Tikader, 1981 — Индия

## Malayozodarion
Malayozodarion Ono & Hashim, 2008
- Malayozodarion hoiseni Ono & Hashim, 2008 — Малайзия

## Mallinella
Mallinella Strand, 1906
- Mallinella abdita Dankittipakul, Jocque & Singtripop, 2010 — Борнео
- Mallinella abnormis Dankittipakul, Jocque & Singtripop, 2012 — Малайзия
- Mallinella acanthoclada Dankittipakul, Jocque & Singtripop, 2012 — Таиланд
- Mallinella acroscopica Dankittipakul, Jocque & Singtripop, 2012 — Ява
- Mallinella adonis Dankittipakul, Jocque & Singtripop, 2012 — Малайзия
- Mallinella advena Dankittipakul, Jocque & Singtripop, 2012 — Таиланд
- Mallinella albomaculata (Bosmans & Hillyard, 1990) — Борнео, Сулавеси
- Mallinella albotibialis (Bosmans & van Hove, 1986) — Камерун
- Mallinella allantoides Dankittipakul, Jocque & Singtripop, 2012 — Таиланд
- Mallinella allorostrata Dankittipakul, Jocque & Singtripop, 2012 — Малайзия, Сингапур
- Mallinella alticola Dankittipakul, Jocque & Singtripop, 2012 — Таиланд
- Mallinella amblyrhyncha Dankittipakul, Jocque & Singtripop, 2012 — Малайзия
- Mallinella ampliata Dankittipakul, Jocque & Singtripop, 2012 — Вьетнам
- Mallinella angoonae Dankittipakul, Jocque & Singtripop, 2012 — Малайзия
- Mallinella angulosa Dankittipakul, Jocque & Singtripop, 2012 — Малайзия
- Mallinella angustata Dankittipakul, Jocque & Singtripop, 2012 — Борнео
- Mallinella angustissima Dankittipakul, Jocque & Singtripop, 2012 — Малайзия
- Mallinella annulipes (Thorell, 1892) — Малайзия, Сингапур, Индонезия
- Mallinella apiculata Dankittipakul, Jocque & Singtripop, 2012 — Малайзия
- Mallinella apodysocrina Dankittipakul, Jocque & Singtripop, 2012 — Новая Гвинея
- Mallinella atromarginata Dankittipakul, Jocque & Singtripop, 2012 — Таиланд
- Mallinella axillocrina Dankittipakul, Jocque & Singtripop, 2012 — Соломоновы Острова
- Mallinella bandamaensis (Jezequel, 1964) — Кот-д’Ивуар
- Mallinella beauforti (Kulczynski, 1911) — Новая Гвинея
- Mallinella belladonna Dankittipakul, Jocque & Singtripop, 2012 — Суматра
- Mallinella bicolor (Jezequel, 1964) — Кот-д’Ивуар
- Mallinella bidenticulata Dankittipakul, Jocque & Singtripop, 2012 — Таиланд
- Mallinella bifida Dankittipakul, Jocque & Singtripop, 2010 — Борнео
- Mallinella bifurcata Wang et al., 2009 — Китай
- Mallinella bigemina Dankittipakul, Jocque & Singtripop, 2012 — Борнео
- Mallinella birostrata Dankittipakul, Jocque & Singtripop, 2012 — Борнео
- Mallinella biumbonalia Wang et al., 2009 — Китай
- Mallinella bosmansi Nzigidahera, Desnyder & Jocque, 2011 — Камерун
- Mallinella brachiata Dankittipakul, Jocque & Singtripop, 2012 — Таиланд
- Mallinella brachyrhyncha Dankittipakul, Jocque & Singtripop, 2012 — Малайзия
- Mallinella brachytheca Dankittipakul, Jocque & Singtripop, 2012 — Борнео
- Mallinella brunneofusca Dankittipakul, Jocque & Singtripop, 2012 — Таиланд
- Mallinella calicoanensis Dankittipakul, Jocque & Singtripop, 2012 — Филиппины
- Mallinella calilungae (Barrion & Litsinger, 1992) — Филиппины
- Mallinella callicera Dankittipakul, Jocque & Singtripop, 2012 — Таиланд
- Mallinella cameroonensis (van Hove & Bosmans, 1984) — Камерун
- Mallinella caperata Dankittipakul, Jocque & Singtripop, 2012 — Суматра
- Mallinella capitulata Dankittipakul, Jocque & Singtripop, 2012 — Таиланд
- Mallinella cirrifera Dankittipakul, Jocque & Singtripop, 2012 — Суматра
- Mallinella clavigera Dankittipakul, Jocque & Singtripop, 2012 — Суматра
- Mallinella comitata Dankittipakul, Jocque & Singtripop, 2012 — Борнео
- Mallinella concava Dankittipakul, Jocque & Singtripop, 2012 — Суматра
- Mallinella consona Logunov, 2010 — Вьетнам
- Mallinella convolutiva Dankittipakul, Jocque & Singtripop, 2012 — Вьетнам
- Mallinella cordiformis Dankittipakul, Jocque & Singtripop, 2012 — Суматра
- Mallinella cryptocera Dankittipakul, Jocque & Singtripop, 2012 — Таиланд
- Mallinella cryptomembrana Dankittipakul, Jocque & Singtripop, 2012 — Новая Гвинея
- Mallinella cuspidata Dankittipakul, Jocque & Singtripop, 2012 — Суматра
- Mallinella cuspidatissima Dankittipakul, Jocque & Singtripop, 2012 — Суматра
- Mallinella cymbiforma Wang, Yin & Peng, 2009 — Китай
- Mallinella dambrica Ono, 2004 — Вьетнам
- Mallinella debeiri (Bosmans & van Hove, 1986) — Камерун
- Mallinella decorata (Thorell, 1895) — Мьянма
- Mallinella decurtata (Thorell, 1899) — Камерун
- Mallinella denticulata Dankittipakul, Jocque & Singtripop, 2012 — Малайзия
- Mallinella digitata Zhang, Zhang & Chen, 2011 — Китай
- Mallinella dinghu Song & Kim, 1997 — Китай
- Mallinella dolichobilobata Dankittipakul, Jocque & Singtripop, 2012 — Малайзия
- Mallinella dolichorhyncha Dankittipakul, Jocque & Singtripop, 2012 — Малайзия
- Mallinella dumogabonensis (Bosmans & Hillyard, 1990) — Сулавеси
- Mallinella elegans Dankittipakul, Jocque & Singtripop, 2012 — Малайзия
- Mallinella elongata Dankittipakul, Jocque & Singtripop, 2012 — Малайзия
- Mallinella erratica (Ono, 1983) — Непал
- Mallinella etindei (van Hove & Bosmans, 1984) — Камерун
- Mallinella exornata (Thorell, 1887) — Мьянма
- Mallinella fasciata (Kulczynski, 1911) — Малайзия, Ява, Бали
- Mallinella filicata Dankittipakul, Jocque & Singtripop, 2012 — Таиланд
- Mallinella filifera Dankittipakul, Jocque & Singtripop, 2012 — Суматра
- Mallinella flabellata Dankittipakul, Jocque & Singtripop, 2012 — Борнео
- Mallinella flabelliformis Dankittipakul, Jocque & Singtripop, 2012 — Малайзия
- Mallinella flagelliformis Dankittipakul, Jocque & Singtripop, 2012 — Борнео
- Mallinella fronto (Thorell, 1887) — Мьянма
- Mallinella fulvipes (Ono & Tanikawa, 1990) — Острова Рюкю
- Mallinella galyaniae Dankittipakul, Jocque & Singtripop, 2012 — Таиланд
- Mallinella glomerata Dankittipakul, Jocque & Singtripop, 2012 — Таиланд
- Mallinella gombakensis Ono & Hashim, 2008 — Малайзия
- Mallinella gongi Bao & Yin, 2002 — Китай
- Mallinella hainan Song & Kim, 1997 — Китай
- Mallinella hamata (Bosmans & Hillyard, 1990) — Сулавеси
- Mallinella hilaris (Thorell, 1890) — Ява
- Mallinella hingstoni (Brignoli, 1982) — Китай
- Mallinella hoangliena Logunov, 2010 — Вьетнам
- Mallinella hoosi (Kishida, 1935) — Япония
- Mallinella immaculata Zhang & Zhu, 2009 — Китай, Таиланд
- Mallinella inflata (Bosmans & van Hove, 1986) — Камерун
- Mallinella innovata Dankittipakul, Jocque & Singtripop, 2012 — Таиланд
- Mallinella insolita Dankittipakul, Jocque & Singtripop, 2012 — Таиланд
- Mallinella insulana Dankittipakul, Jocque & Singtripop, 2010 — Бали
- Mallinella jaegeri Dankittipakul, Jocque & Singtripop, 2012 — Малайзия
- Mallinella karubei Ono, 2003 — Вьетнам
- Mallinella kelvini (Bosmans & Hillyard, 1990) — Сулавеси
- Mallinella khanhoa Logunov, 2010 — Вьетнам
- Mallinella kibonotensis (Bosmans & van Hove, 1986) — Кения, Танзания
- Mallinella klossi (Hogg, 1922) — Вьетнам
- Mallinella koupensis (Bosmans & van Hove, 1986) — Камерун
- Mallinella kritscheri Dankittipakul, Jocque & Singtripop, 2012 — Суматра
- Mallinella kunmingensis Wang et al., 2009 — Китай
- Mallinella labialis Song & Kim, 1997 — Китай
- Mallinella langping Zhang & Zhu, 2009 — Китай
- Mallinella leonardi (Simon, 1907) — Принсипи
- Mallinella leptoclada Dankittipakul, Jocque & Singtripop, 2012 — Малайзия
- Mallinella linguiformis Dankittipakul, Jocque & Singtripop, 2012 — Таиланд
- Mallinella liuyang Yin & Yan, 2001 — Китай
- Mallinella lobata (Bosmans & Hillyard, 1990) — Сулавеси
- Mallinella longipoda Dankittipakul, Jocque & Singtripop, 2012 — Борнео
- Mallinella maculata Strand, 1906 — Эфиопия
- Mallinella manengoubensis (Bosmans & van Hove, 1986) — Камерун
- Mallinella maolanensis Wang, Ran & Chen, 1999 — Китай
- Mallinella martensi (Ono, 1983) — Непал
- Mallinella maruyamai Ono & Hashim, 2008 — Малайзия
- Mallinella mbaboensis (Bosmans & van Hove, 1986) — Камерун
- Mallinella mbamensis (Bosmans & van Hove, 1986) — Камерун
- Mallinella melanognatha (Hasselt, 1882) — Суматра
- Mallinella meriani (Bosmans & Hillyard, 1990) — Сулавеси
- Mallinella microcera Dankittipakul, Jocque & Singtripop, 2012 — Вьетнам
- Mallinella microleuca Dankittipakul, Jocque & Singtripop, 2012 — Малайзия
- Mallinella microtheca Dankittipakul, Jocque & Singtripop, 2012 — Малайзия
- Mallinella montana Dankittipakul, Jocque & Singtripop, 2012 — Таиланд
- Mallinella monticola (van Hove & Bosmans, 1984) — Камерун
- Mallinella mucocrina Dankittipakul, Jocque & Singtripop, 2012 — Соломоновы Острова
- Mallinella multicornis Dankittipakul, Jocque & Singtripop, 2012 — Малайзия
- Mallinella murphyorum Dankittipakul, Jocque & Singtripop, 2012 — Малайзия
- Mallinella nepalensis (Ono, 1983) — Непал
- Mallinella ngoclinha Logunov, 2010 — Вьетнам
- Mallinella nigra (Bosmans & Hillyard, 1990) — Сулавеси
- Mallinella nilgherina (Simon, 1906) — Индия
- Mallinella nomurai Ono, 2003 — Вьетнам
- Mallinella nyikae (Pocock, 1898) — Малави
- Mallinella obtusa Zhang, Zhang & Chen, 2011 — Китай
- Mallinella octosignata (Simon, 1903) — Биоко
- Mallinella oculobella Dankittipakul, Jocque & Singtripop, 2012 — Таиланд
- Mallinella okinawaensis Tanikawa, 2005 — Япония
- Mallinella okuensis (Bosmans & van Hove, 1986) — Камерун
- Mallinella onoi Dankittipakul, Jocque & Singtripop, 2012 — Суматра
- Mallinella oscari Dankittipakul, Jocque & Singtripop, 2012 — Таиланд
- Mallinella panchoi (Barrion & Litsinger, 1992) — Филиппины
- Mallinella pectinata Dankittipakul, Jocque & Singtripop, 2012 — Малайзия, Борнео, Бинтан
- Mallinella peculiaris Dankittipakul, Jocque & Singtripop, 2012 — Таиланд
- Mallinella phansipana Logunov, 2010 — Вьетнам
- Mallinella platycera Dankittipakul, Jocque & Singtripop, 2012 — Таиланд
- Mallinella pluma Jin & Zhang, 2013 — Китай
- Mallinella ponikii (Bosmans & Hillyard, 1990) — Сулавеси
- Mallinella ponikioides (Bosmans & Hillyard, 1990) — Сулавеси
- Mallinella pricei (Barrion & Litsinger, 1995) — Филиппины
- Mallinella preoboscidea Dankittipakul, Jocque & Singtripop, 2012 — Новая Гвинея
- Mallinella pulchra (Bosmans & Hillyard, 1990) — Сулавеси
- Mallinella punctata Dankittipakul, Jocque & Singtripop, 2012 — Борнео
- Mallinella raniformis Dankittipakul, Jocque & Singtripop, 2012 — Таиланд
- Mallinella rectangulata Zhang, Zhang & Chen, 2011 — Китай
- Mallinella redimita (Simon, 1905) — Индия, Шри-Ланка
- Mallinella reinholdae Dankittipakul, Jocque & Singtripop, 2012 — Суматра
- Mallinella robusta Dankittipakul, Jocque & Singtripop, 2012 — Малайзия
- Mallinella rolini Dankittipakul, Jocque & Singtripop, 2012 — Малайзия
- Mallinella rostrata Dankittipakul, Jocque & Singtripop, 2012 — Таиланд
- Mallinella sadamotoi (Ono & Tanikawa, 1990) — Острова Рюкю
- Mallinella scapigera Dankittipakul, Jocque & Singtripop, 2012 — Таиланд
- Mallinella scharffi Dankittipakul, Jocque & Singtripop, 2012 — Борнео
- Mallinella sciophana (Simon, 1901) — Малайзия, Суматра
- Mallinella scutata Strand, 1906 — Эфиопия
- Mallinella selecta (Pavesi, 1895) — Эфиопия
- Mallinella septemmaculata Ono, 2004 — Вьетнам
- Mallinella shimojanai (Ono & Tanikawa, 1990) — Острова Рюкю
- Mallinella shuqiangi Dankittipakul, Jocque & Singtripop, 2012 — Китай
- Mallinella silva Dankittipakul, Jocque & Singtripop, 2012 — Таиланд
- Mallinella simillima Dankittipakul, Jocque & Singtripop, 2012 — Малайзия
- Mallinella simoni Dankittipakul, Jocque & Singtripop, 2010 — Ява, Белитунг
- Mallinella slaburuprica (Barrion & Litsinger, 1995) — Филиппины
- Mallinella sobria (Thorell, 1890) — Суматра
- Mallinella sphaerica Jin & Zhang, 2013 — Китай
- Mallinella spiralis Dankittipakul, Jocque & Singtripop, 2012 — Таиланд
- Mallinella stenotheca Dankittipakul, Jocque & Singtripop, 2012 — Таиланд
- Mallinella suavis (Thorell, 1895) — Мьянма
- Mallinella subinermis Caporiacco, 1947 — Танзания
- Mallinella submonticola (van Hove & Bosmans, 1984) — Камерун, Принсипи
- Mallinella sumatrana Dankittipakul, Jocque & Singtripop, 2012 — Суматра
- Mallinella sundaica Dankittipakul, Jocque & Singtripop, 2012 — Малайзия
- Mallinella superba Dankittipakul, Jocque & Singtripop, 2012 — Борнео
- Mallinella sylvatica (van Hove & Bosmans, 1984) — Камерун
- Mallinella thailandica Dankittipakul, Jocque & Singtripop, 2012 — Таиланд
- Mallinella thinhi Ono, 2003 — Вьетнам
- Mallinella tianlin Zhang, Zhang & Jia, 2012 — Китай
- Mallinella tricuspidata Dankittipakul, Jocque & Singtripop, 2012 — Малайзия
- Mallinella tridentata (Bosmans & van Hove, 1986) — Камерун
- Mallinella triplex Nzigidahera, Desnyder & Jocque, 2011 — Бурунди
- Mallinella tuberculata Dankittipakul, Jocque & Singtripop, 2012 — Таиланд
- Mallinella tumidifemoris Ono & Hashim, 2008 — Малайзия
- Mallinella uncinata (Ono, 1983) — Непал
- Mallinella vandermarlierei (Bosmans & van Hove, 1986) — Камерун
- Mallinella vicaria (Kulczynski, 1911) — Ява
- Mallinella vietnamensis Ono, 2003 — Вьетнам
- Mallinella v-insignita (Bosmans & Hillyard, 1990) — Сулавеси
- Mallinella vittata (Thorell, 1890) — Суматра
- Mallinella vittiventris Strand, 1913 — Конго, Руанда
- Mallinella vokrensis (Bosmans & van Hove, 1986) — Камерун
- Mallinella vulparia Dankittipakul, Jocque & Singtripop, 2012 — Новая Гвинея
- Mallinella vulpina Dankittipakul, Jocque & Singtripop, 2012 — Новая Гвинея
- Mallinella wiputrai Dankittipakul, Jocque & Singtripop, 2010 — Белитунг
- Mallinella zebra (Thorell, 1881) — Ару, Новая Гвинея, Соломоновы Острова, Квинсленд
- Mallinella zhui Zhang, Zhang & Jia, 2012 — Китай

## Mallinus
Mallinus Simon, 1893
- Mallinus defectus Strand, 1906 — Тунис
- Mallinus nitidiventris Simon, 1893 — Южная Африка

## Masasteron
Masasteron Baehr, 2004
- Masasteron barkly Baehr, 2004 — Северные Территории
- Masasteron bennieae Baehr, 2004 — Квинсленд
- Masasteron bipunctatum Baehr, 2004 — Новый Южный Уэльс
- Masasteron burbidgei Baehr, 2004 — Западная Австралия
- Masasteron clifton Baehr, 2004 — Южная Австралия
- Masasteron complector Baehr, 2004 — Западная Австралия
- Masasteron darwin Baehr, 2004 — Северные Территории
- Masasteron derby Baehr, 2004 — Западная Австралия
- Masasteron deserticola Baehr, 2004 — Южная Австралия
- Masasteron gracilis Baehr, 2004 — Западная Австралия
- Masasteron haroldi Baehr, 2004 — Западная Австралия
- Masasteron mackenziei Baehr, 2004 — Западная Австралия
- Masasteron maini Baehr, 2004 — Западная Австралия
- Masasteron mas (Jocque, 1991) — Австралия
- Masasteron ocellum Baehr, 2004 — Квинсленд
- Masasteron piankai Baehr, 2004 — Западная Австралия
- Masasteron queensland Baehr, 2004 — Квинсленд
- Masasteron sampeyae Baehr, 2004 — Западная Австралия
- Masasteron tealei Baehr, 2004 — Западная Австралия
- Masasteron tuart Baehr, 2004 — Западная Австралия
- Masasteron utae Baehr, 2004 — Северные Территории

## Mastidiores
Mastidiores Jocque, 1987
- Mastidiores kora Jocque, 1987 — Кения

## Microdiores
Microdiores Jocque, 1987
- Microdiores aurantioviolaceus Nzigidahera & Jocque, 2010 — Танзания
- Microdiores chowo Jocque, 1987 — Малави
- Microdiores rwegura Nzigidahera & Jocque, 2010 — Бурунди
- Microdiores violaceus Nzigidahera & Jocque, 2010 — Бурунди

## Minasteron
Minasteron Baehr & Jocque, 2000
- Minasteron minusculum Baehr & Jocque, 2000 — Западная Австралия
- Minasteron perfoliatum Baehr & Jocque, 2000 — Западная Австралия, Южная Австралия, Северные Территории
- Minasteron tangens Baehr & Jocque, 2000 — Северные Территории, Южная Австралия, Квинсленд

## Neostorena
Neostorena Rainbow, 1914
- Neostorena grayi Jocque, 1991 — Новый Южный Уэльс
- Neostorena minor Jocque, 1991 — Квинсленд, Новый Южный Уэльс
- Neostorena spirafera (L. Koch, 1872) — Квинсленд
- Neostorena torosa (Simon, 1908) — Западная Австралия
- Neostorena venatoria Rainbow, 1914 — Виктория
- Neostorena victoria Jocque, 1991 — Виктория
- Neostorena vituperata Jocque, 1995 — Квинсленд

## Nostera
Nostera Jocque, 1991
- Nostera lynx Jocque, 1991 — Квинсленд, Новый Южный Уэльс
- Nostera nadgee Jocque, 1995 — Квинсленд, Новый Южный Уэльс, Лорд-Хау

## Notasteron
Notasteron Baehr, 2005
- Notasteron carnarvon Baehr, 2005 — Западная Австралия
- Notasteron lawlessi Baehr, 2005 — Северные Территории, Квинсленд, Новый Южный Уэльс, Виктория

## Omucukia
Omucukia Kocak & Kemal, 2008:
- Omucukia angusta (Simon, 1889) — Мадагаскар
- Omucukia madrela (Jocque, 1991) — Мадагаскар

## Palaestina
Palaestina O. P.-Cambridge, 1872
- Palaestina dentifera O. P.-Cambridge, 1872 — Израиль
- Palaestina eremica Levy, 1992 — Египт
- Palaestina expolita O. P.-Cambridge, 1872 — Крит, Турция, Израиль, Ливан

## Palfuria
Palfuria Simon, 1910
- Palfuria caputlari Szts & Jocque, 2001 — Танзания
- Palfuria gibbosa (Lessert, 1936) — Мозамбик
- Palfuria gladiator Szts & Jocque, 2001 — Намибия
- Palfuria harpago Szts & Jocque, 2001 — Намибия
- Palfuria helichrysorum Szts & Jocque, 2001 — Малави
- Palfuria hirsuta Szts & Jocque, 2001 — Замбия
- Palfuria panner Jocque, 1991 — Намибия
- Palfuria retusa Simon, 1910 — Южная Африка
- Palfuria spirembolus Szts & Jocque, 2001 — Намибия

## Palindroma
Palindroma Jocque & Henrard, 2015
- Palindroma aleykyela Jocque & Henrard, 2015
- Palindroma avonova Jocque & Henrard, 2015
- Palindroma morogorom Jocque & Henrard, 2015
- Palindroma obmoimiombo Jocque & Henrard, 2015
- Palindroma sinis Jocque & Henrard, 2015

## Parazodarion
Parazodarion Ovtchinnikov, Ahmad & Gurko, 2009
- Parazodarion raddei (Simon, 1889) — Центральная Азия

## Pax
Pax Levy, 1990
- Pax engediensis Levy, 1990 — Израиль
- Pax islamita (Simon, 1873) — Турция, Израиль, Сирия, Ливан
- Pax libani (Simon, 1873) — Израиль, Ливан
- Pax meadi (O. P.-Cambridge, 1872) — Израиль, Иордания
- Pax palmonii Levy, 1990 — Израиль

## Pentasteron
Pentasteron Baehr & Jocque, 2001
- Pentasteron intermedium Baehr & Jocque, 2001 — Южная Австралия
- Pentasteron isobelae Baehr & Jocque, 2001 — Квинсленд, Новый Южный Уэльс
- Pentasteron oscitans Baehr & Jocque, 2001 — Новый Южный Уэльс
- Pentasteron parasimplex Baehr & Jocque, 2001 — Виктория
- Pentasteron securifer Baehr & Jocque, 2001 — Западная Австралия
- Pentasteron simplex Baehr & Jocque, 2001 — Квинсленд, Новый Южный Уэльс
- Pentasteron sordidum Baehr & Jocque, 2001 — Новый Южный Уэльс, Виктория
- Pentasteron storosoides Baehr & Jocque, 2001 — Новый Южный Уэльс, Виктория

## Phenasteron
Phenasteron Baehr & Jocque, 2001
- Phenasteron longiconductor Baehr & Jocque, 2001 — Западная Австралия, Виктория
- Phenasteron machinosum Baehr & Jocque, 2001 — Южная Австралия

## Platnickia
Platnickia Jocque, 1991
- Platnickia bergi (Simon, 1895) — Чили, Аргентина, Фолклендские острова
- Platnickia bolson Grismado & Platnick, 2008 — Чили, Аргентина
- Platnickia elegans (Nicolet, 1849) — Чили, Аргентина
- Platnickia roble Grismado & Platnick, 2008 — Чили
- Platnickia wedalen Grismado & Platnick, 2008 — Чили, Аргентина, Фолклендские острова

## Procydrela
Procydrela Jocque, 1999
- Procydrela limacola Jocque, 1999 — Южная Африка
- Procydrela procursor Jocque, 1999 — Южная Африка

## Psammoduon
Psammoduon Jocque, 1991
- Psammoduon arenicola (Simon, 1910) — Южная Африка
- Psammoduon canosum (Simon, 1910) — Намибия, Южная Африка
- Psammoduon deserticola (Simon, 1910) — Намибия, Южная Африка

## Psammorygma
Psammorygma Jocque, 1991
- Psammorygma aculeatum (Karsch, 1878) — Южная Африка
- Psammorygma caligatum Jocque, 1991 — Намибия
- Psammorygma rutilans (Simon, 1887) — Южная Африка

## Pseudasteron
Pseudasteron Jocque & Baehr, 2001
- Pseudasteron simile Jocque & Baehr, 2001 — Квинсленд

## Ranops
Ranops Jocque, 1991
- Ranops caprivi Jocque, 1991 — Намибия, Зимбабве
- Ranops expers (O. P.-Cambridge, 1876) — Египт, Израиль

## Rotundrela
Rotundrela Jocque, 1999
- Rotundrela orbiculata Jocque, 1999 — Южная Африка
- Rotundrela rotunda Jocque, 1999 — Южная Африка

## Selamia
Selamia Simon, 1873
- Selamia numidica Jocque & Bosmans, 2001 — Алжир, Тунис
- Selamia reticulata (Simon, 1870) — Западная Средиземноморье
- Selamia tribulosa (Simon, 1909) — Марокко

## Spinasteron
Spinasteron Baehr, 2003
- Spinasteron arenarium Baehr, 2003 — Западная Австралия
- Spinasteron barlee Baehr, 2003 — Западная Австралия
- Spinasteron casuarium Baehr, 2003 — Западная Австралия
- Spinasteron cavasteroides Baehr & Churchill, 2003 — Западная Австралия, Северные Территории
- Spinasteron knowlesi Baehr, 2003 — Западная Австралия
- Spinasteron kronestedti Baehr, 2003 — Западная Австралия
- Spinasteron lemleyi Baehr, 2003 — Западная Австралия
- Spinasteron longbottomi Baehr, 2003 — Западная Австралия
- Spinasteron ludwigi Baehr & Churchill, 2003 — Северные Территории
- Spinasteron mjobergi Baehr, 2003 — Западная Австралия
- Spinasteron nigriceps Baehr, 2003 — Северные Территории
- Spinasteron peron Baehr, 2003 — Западная Австралия
- Spinasteron ramboldi Baehr & Churchill, 2003 — Северные Территории
- Spinasteron sanford Baehr, 2003 — Северные Территории
- Spinasteron spatulanum Baehr & Churchill, 2003 — Северные Территории
- Spinasteron waldockae Baehr, 2003 — Западная Австралия
- Spinasteron weiri Baehr, 2003 — Западная Австралия
- Spinasteron westi Baehr, 2003 — Западная Австралия
- Spinasteron woodstock Baehr, 2003 — Западная Австралия

## Storena
Storena Walckenaer, 1805
- Storena analis Simon, 1893 — Эквадор
- Storena annulipes (L. Koch, 1867) — Квинсленд
- Storena arakuensis Patel & Reddy, 1989 — Индия
- Storena aspinosa Jocque & Baehr, 1992 — Южная Австралия
- Storena birenifer Gravely, 1921 — Индия
- Storena botenella Jocque & Baehr, 1992 — Южная Австралия
- Storena braccata (L. Koch, 1865) — Новый Южный Уэльс
- Storena canalensis Berland, 1924 — Новая Каледония
- Storena caporiaccoi Brignoli, 1983 — Венесуэла
- Storena charlotte Jocque & Baehr, 1992 — Квинсленд, Виктория
- Storena cochleare Jocque & Baehr, 1992 — Новый Южный Уэльс
- Storena colossea Rainbow, 1920 — Лорд-Хау
- Storena cyanea Walckenaer, 1805 — Восточная Австралия
- Storena daviesae Jocque & Baehr, 1992 — Квинсленд
- Storena debasrae Biswas & Biswas, 1992 — Индия
- Storena deserticola Jocque, 1991 — Северные Территории
- Storena dibangensis Biswas & Biswas, 2006 — Индия
- Storena digitulus Jocque & Baehr, 1992 — Квинсленд
- Storena eximia Simon, 1908 — Западная Австралия
- Storena flavipes (Urquhart, 1893) — Тасмания
- Storena flavopicta (Simon, 1876) — Молуккские острова
- Storena flexuosa (Thorell, 1895) — Мьянма
- Storena formosa Thorell, 1870 — Австралия, Лорд-Хау
- Storena fungina Jocque & Baehr, 1992 — Западная Австралия
- Storena graeffei (L. Koch, 1866) — Новый Южный Уэльс
- Storena gujaratensis Tikader & Patel, 1975 — Индия
- Storena harveyi Jocque & Baehr, 1995 — Западная Австралия
- Storena ignava Jocque & Baehr, 1992 — Северные Территории
- Storena indica Tikader & Patel, 1975 — Индия
- Storena inornata Rainbow, 1916 — Квинсленд
- Storena kraepelini Simon, 1905 — Ява
- Storena lebruni Simon, 1886 — Аргентина
- Storena lesserti Berland, 1938 — Новые Гебриды
- Storena longiducta Jocque & Baehr, 1992 — Квинсленд
- Storena maculata O. P.-Cambridge, 1869 — Квинсленд
- Storena mainae Jocque & Baehr, 1995 — Новый Южный Уэльс, Виктория
- Storena martini Jocque & Baehr, 1992 — Северные Территории
- Storena mathematica Jocque & Baehr, 1992 — Северные Территории
- Storena metallica Jocque & Baehr, 1992 — Квинсленд
- Storena nana Jocque & Baehr, 1992 — Виктория
- Storena nuga Jocque & Baehr, 1992 — Квинсленд
- Storena ornata (Bradley, 1877) — Квинсленд
- Storena parvicavum Jocque & Baehr, 1992 — Квинсленд
- Storena parvula Berland, 1938 — Новые Гебриды
- Storena paucipunctata Jocque & Baehr, 1992 — Западная Австралия
- Storena procedens Jocque & Baehr, 1992 — Квинсленд
- Storena rainbowi Berland, 1924 — Новая Каледония
- Storena rastellata Strand, 1913 — Центральная Австралия
- Storena raveni Jocque & Baehr, 1992 — Квинсленд
- Storena recta Jocque & Baehr, 1992 — Западная Австралия, Квинсленд, Новый Южный Уэльс
- Storena recurvata Jocque & Baehr, 1992 — Квинсленд, Новый Южный Уэльс, Виктория
- Storena rotunda Jocque & Baehr, 1992 — Новый Южный Уэльс
- Storena rufescens Thorell, 1881 — Новая Гвинея, Квинсленд
- Storena rugosa Simon, 1889 — Новая Каледония
- Storena scita Jocque & Baehr, 1992 — Квинсленд
- Storena silvicola Berland, 1924 — Новая Каледония
- Storena sinuosa Jocque & Baehr, 1992 — Западная Австралия
- Storena tenera (Thorell, 1895) — Мьянма
- Storena tikaderi Patel & Reddy, 1989 — Индия
- Storena tricolor Simon, 1908 — Западная Австралия
- Storena variegata O. P.-Cambridge, 1869 — Западная Австралия, Южная Австралия

## Storenomorpha
Storenomorpha Simon, 1884
- Storenomorpha abramovi Logunov, 2010 — Вьетнам
- Storenomorpha anne Jager, 2007 — Лаос
- Storenomorpha arboccoae Jocque & Bosmans, 1989 — Мьянма
- Storenomorpha comottoi Simon, 1884 — Мьянма
- Storenomorpha falcata Zhang & Zhu, 2010 — Китай
- Storenomorpha hainanensis Jin & Chen, 2009 — Китай
- Storenomorpha joyaus (Tikader, 1970) — Индия
- Storenomorpha lushanensis Yu & Chen, 2009 — Китай
- Storenomorpha nupta Jocque & Bosmans, 1989 — Мьянма
- Storenomorpha paguma Grismado & Ramirez, 2004 — Вьетнам
- Storenomorpha reinholdae Jocque & Bosmans, 1989 — Таиланд
- Storenomorpha stellmaculata Zhang & Zhu, 2010 — Китай
- Storenomorpha yizhang Yin & Bao, 2008 — Китай
- Storenomorpha yunnan Yin & Bao, 2008 — Китай

## Storosa
Storosa Jocque, 1991
- Storosa obscura Jocque, 1991 — Квинсленд, Новый Южный Уэльс
- Storosa tetrica (Simon, 1908) — Западная Австралия

## Subasteron
Subasteron Baehr & Jocque, 2001
- Subasteron daviesae Baehr & Jocque, 2001 — Квинсленд

## Suffasia
Suffasia Jocque, 1991
- Suffasia attidiya Benjamin & Jocque, 2000 — Шри-Ланка
- Suffasia kanchenjunga Ono, 2006 — Непал
- Suffasia keralaensis Sudhikumar, Jocque & Sebastian, 2009 — Индия
- Suffasia mahasumana Benjamin & Jocque, 2000 — Шри-Ланка
- Suffasia martensi Ono, 2006 — Непал
- Suffasia tigrina (Simon, 1893) — Индия
- Suffasia tumegaster Jocque, 1992 — Непал

## Systenoplacis
Systenoplacis Simon, 1907
- Systenoplacis biguttatus Jocque, 2009 — Камерун
- Systenoplacis biunguis (Strand, 1913) — Центральная Африка
- Systenoplacis fagei (Lawrence, 1937) — Южная Африка
- Systenoplacis falconeri (Caporiacco, 1949) — Кения
- Systenoplacis giltayi (Lessert, 1929) — Конго
- Systenoplacis howelli Jocque, 2009 — Танзания
- Systenoplacis maculatus (Marx, 1893) — Центральная, Восточная Африка
- Systenoplacis manga Jocque, 2009 — Танзания
- Systenoplacis maritimus Jocque, 2009 — Танзания
- Systenoplacis michielsi Jocque, 2009 — Кения
- Systenoplacis microguttatus Jocque, 2009 — Танзания
- Systenoplacis minimus Jocque, 2009 — Танзания
- Systenoplacis multipunctatus (Berland, 1920) — Кения
- Systenoplacis obstructus Jocque, 2009 — Танзания
- Systenoplacis patens Jocque, 2009 — Танзания
- Systenoplacis quinqueguttatus Jocque, 2009 — Нигерия
- Systenoplacis scharffi Jocque, 2009 — Танзания
- Systenoplacis septemguttatus Simon, 1907 — Гвинея-Бисау
- Systenoplacis thea Jocque, 2009 — Танзания
- Systenoplacis turbatus Jocque, 2009 — Кот-д’Ивуар
- Systenoplacis vandami (Hewitt, 1916) — Южная Африка
- Systenoplacis waruii Jocque, 2009 — Кения, Танзания

## Tenedos
Tenedos O. P.-Cambridge, 1897
- Tenedos andes Jocque & Baert, 2002 — Колумбия
- Tenedos asteronoides Jocque & Baert, 2002 — Эквадор
- Tenedos banos Jocque & Baert, 2002 — Эквадор
- Tenedos barronus (Chamberlin, 1925) — Панама
- Tenedos brescoviti Jocque & Baert, 2002 — Бразилия
- Tenedos capote Jocque & Baert, 2002 — Колумбия
- Tenedos carlosprestesi Candiani, Bonaldo & Brescovit, 2008 — Бразилия
- Tenedos certus (Jocque & Ubick, 1991) — Коста-Рика, Панама
- Tenedos convexus Jocque & Baert, 2002 — Венесуэла
- Tenedos cufodontii (Reimoser, 1939) — Коста-Рика, Панама
- Tenedos eduardoi (Mello-Leitao, 1925) — Бразилия
- Tenedos equatorialis Jocque & Baert, 2002 — Эквадор
- Tenedos estari Jocque & Baert, 2002 — Эквадор
- Tenedos fartilis Jocque & Baert, 2002 — Эквадор
- Tenedos figaro Jocque & Baert, 2002 — Эквадор
- Tenedos garoa Candiani, Bonaldo & Brescovit, 2008 — Бразилия
- Tenedos grandis Jocque & Baert, 2002 — Панама, Эквадор
- Tenedos hirsutus (Mello-Leitao, 1941) — Бразилия
- Tenedos hoeferi Jocque & Baert, 2002 — Бразилия
- Tenedos honduras Jocque & Baert, 2002 — Гондурас
- Tenedos inca Jocque & Baert, 2002 — Перу
- Tenedos inflatus Jocque & Baert, 2002 — Перу
- Tenedos infrarmatus Jocque & Baert, 2002 — Бразилия
- Tenedos juninus Jocque & Baert, 2002 — Перу
- Tenedos lautus O. P.-Cambridge, 1897 — Гватемала
- Tenedos ligulatus Jocque & Baert, 2002 — Колумбия
- Tenedos major (Keyserling, 1891) — Бразилия
- Tenedos microlaminatus Jocque & Baert, 2002 — Перу
- Tenedos minor (Keyserling, 1891) — Бразилия
- Tenedos nancyae Candiani, Bonaldo & Brescovit, 2008 — Перу
- Tenedos parinca Jocque & Baert, 2002 — Перу
- Tenedos peckorum Jocque & Baert, 2002 — Колумбия
- Tenedos perfidus Jocque & Baert, 2002 — Бразилия
- Tenedos persulcatus Jocque & Baert, 2002 — Эквадор
- Tenedos procreator Jocque & Baert, 2002 — Бразилия
- Tenedos quadrangulatus Jocque & Baert, 2002 — Перу
- Tenedos quinquangulatus Jocque & Baert, 2002 — Перу
- Tenedos reygeli Jocque & Baert, 2002 — Бразилия
- Tenedos serrulatus Jocque & Baert, 2002 — Эквадор
- Tenedos sumaco Jocque & Baert, 2002 — Эквадор
- Tenedos trilobatus Jocque & Baert, 2002 — Колумбия
- Tenedos ufoides Jocque & Baert, 2002 — Венесуэла
- Tenedos ultimus Jocque & Baert, 2002 — Колумбия
- Tenedos venezolanus Jocque & Baert, 2002 — Венесуэла

## Thaumastochilus
Thaumastochilus Simon, 1897
- Thaumastochilus martini Simon, 1897 — Южная Африка
- Thaumastochilus termitomimus Jocque, 1994 — Южная Африка

## Tropasteron
Tropasteron Baehr, 2003
- Tropasteron andreae Baehr, 2003 — Квинсленд
- Tropasteron cardwell Baehr, 2003 — Квинсленд
- Tropasteron cleveland Baehr, 2003 — Квинсленд
- Tropasteron cooki Baehr, 2003 — Квинсленд
- Tropasteron daviesae Baehr, 2003 — Квинсленд
- Tropasteron eacham Baehr, 2003 — Квинсленд
- Tropasteron fox Baehr, 2003 — Квинсленд
- Tropasteron halifax Baehr, 2003 — Квинсленд
- Tropasteron heatherae Baehr, 2003 — Квинсленд
- Tropasteron julatten Baehr, 2003 — Квинсленд
- Tropasteron luteipes Baehr, 2003 — Квинсленд
- Tropasteron magnum Baehr, 2003 — Квинсленд
- Tropasteron malbon Baehr, 2003 — Квинсленд
- Tropasteron monteithi Baehr, 2003 — Квинсленд
- Tropasteron palmerston Baehr, 2003 — Квинсленд
- Tropasteron pseudomagnum Baehr, 2003 — Квинсленд
- Tropasteron raveni Baehr, 2003 — Квинсленд
- Tropasteron robertsi Baehr, 2003 — Квинсленд
- Tropasteron splendens Baehr, 2003 — Квинсленд
- Tropasteron thompsoni Baehr, 2003 — Квинсленд
- Tropasteron tribulation Baehr, 2003 — Квинсленд
- Tropasteron yeatesi Baehr, 2003 — Квинсленд

## Tropizodium
Tropizodium Jocque & Churchill, 2005
- Tropizodium inayatullahi (Ovtchinnikov, 2006) — Пакистан
- Tropizodium molokai Jocque & Churchill, 2005 — Гавайи
- Tropizodium murphyorum Dankittipakul, Jocque & Singtripop, 2012 — Бали
- Tropizodium peregrinum Jocque & Churchill, 2005 — Северные Территории
- Tropizodium serraferum (Lin & Li, 2009) — Китай
- Tropizodium siam Dankittipakul, Jocque & Singtripop, 2012 — Таиланд
- Tropizodium trispinosum (Suman, 1967) — Гавайи

## Trygetus
Trygetus Simon, 1882
- Trygetus berlandi Denis, 1952 — Марокко
- Trygetus gromovi Marusik, 2011 — Туркменистан
- Trygetus jacksoni Marusik & Guseinov, 2003 — Азербайджан
- Trygetus nitidissimus Simon, 1882 — Aden, Джибути
- Trygetus rectus Jocque, 2011 — ОАЭ
- Trygetus riyadhensis Ono & Jocque, 1986 — Египт, Саудовская Аравия
- Trygetus sexoculatus (O. P.-Cambridge, 1872) — Израиль

## Workmania
Workmania Dankittipakul, Jocque & Singtripop, 2012
- Workmania botuliformis Dankittipakul, Jocque & Singtripop, 2012 — Таиланд, Малайзия, Сингапур, Суматра
- Workmania juvenca (Workman, 1896) — Малайзия, Сингапур, Борнео

## Zillimata
Zillimata Jocque, 1995
- Zillimata scintillans (O. P.-Cambridge, 1869) — Западная Австралия, Южная Австралия, Квинсленд, Виктория

## Zodariellum
Zodariellum Andreeva & Tyschchenko, 1968
- Zodariellum asiaticum (Tyschchenko, 1970) — Центральная Азия
- Zodariellum bekuzini (Nenilin, 1985) — Узбекистан
- Zodariellum chaoyangense (Zhu & Zhu, 1983) — Китай
- Zodariellum cirrisulcatum (Denis, 1952) — Mauritania
  - Zodariellum cirrisulcatum longispina (Denis, 1952) — Марокко
- Zodariellum continentale (Andreeva & Tyschchenko, 1968) — Центральная Азия
- Zodariellum furcum (Zhu, 1988) — Китай
- Zodariellum inderensis Ponomarev, 2007 — Казахстан
- Zodariellum mongolicum Marusik & Koponen, 2001 — Монголия
- Zodariellum nenilini (Eskov, 1995) — Россия, Казахстан, Монголия
- Zodariellum proszynskii (Nenilin & Fet, 1985) — Туркменистан
- Zodariellum sahariense (Denis, 1959) — Алжир
- Zodariellum schmidti Marusik & Koponen, 2001 — Монголия
- Zodariellum sericeum (Denis, 1956) — Марокко
- Zodariellum spinulosum (Denis, 1966) — Ливия
- Zodariellum subclavatum (Denis, 1952) — Марокко
- Zodariellum surprisum Andreeva & Tyschchenko, 1968 — Центральная Азия
- Zodariellum sytchevskajae (Nenilin & Fet, 1985) — Туркменистан
- Zodariellum tibesti (Jocque, 1991) — Чад
- Zodariellum volgouralensis Ponomarev, 2007 — Казахстан, Россия
- Zodariellum zavattarii (Caporiacco, 1941) — Эфиопия

## Zodarion
Zodarion Walckenaer, 1826
- Zodarion abantense Wunderlich, 1980 — Турция, Грузия, Россия
- Zodarion abnorme Denis, 1952 — Марокко
- Zodarion aculeatum Chyzer, 1897 — Болгария, Румыния, Сербия, Македония
- Zodarion aerium Simon, 1890 — Йемен
- Zodarion affine (Simon, 1870) — Испания
- Zodarion alacre (Simon, 1870) — Португалия, Испания
- Zodarion albipatellare Bosmans, 2009 — Крит
- Zodarion alentejanum Pekar & Carvalho, 2011 — Португалия
- Zodarion algarvense Bosmans, 1994 — Португалия
- Zodarion algiricum (Lucas, 1846) — Алжир
- Zodarion andalusiacum Jocque, 1991 — Португалия, Испания
- Zodarion arabelae Bosmans, 2009 — Греция
- Zodarion arachnaio Bosmans, 2009 — Греция
- Zodarion atlanticum Pekar & Cardoso, 2005 — Португалия, Азорские острова
- Zodarion atriceps (O. P.-Cambridge, 1872) — Ливан
- Zodarion attikaense Wunderlich, 1980 — Греция
- Zodarion aurorae Weiss, 1982 — Румыния
- Zodarion bacelarae Pekar, 2003 — Португалия
- Zodarion bactrianum Kroneberg, 1875 — Центральная Азия
- Zodarion barbarae Bosmans, 2009 — Греция
- Zodarion beticum Denis, 1957 — Испания
- Zodarion bicoloripes (Denis, 1959) — Алжир
- Zodarion blagoevi Bosmans, 2009 — Болгария, Греция
- Zodarion bosmansi Pekar & Cardoso, 2005 — Португалия
- Zodarion buettikeri (Ono & Jocque, 1986) — Саудовская Аравия
- Zodarion caporiaccoi Roewer, 1942 — Италия
- Zodarion caucasicum Dunin & Nenilin, 1987 — Азербайджан
- Zodarion cesari Pekar, 2011 — Испания
- Zodarion christae Bosmans, 2009 — Греция
- Zodarion confusum Denis, 1935 — Италия
- Zodarion costablancae Bosmans, 1994 — Португалия, Испания
- Zodarion costapratae Pekar, 2011 — Португалия
- Zodarion couseranense Bosmans, 1997 — Франция
- Zodarion cyrenaicum Denis, 1935 — Ливия, Египт, Израиль
- Zodarion deltshevi Bosmans, 2009 — Турция
- Zodarion denisi Spassky, 1938 — Туркменистан, Таджикистан
- Zodarion diatretum Denis, 1935 — Испания
- Zodarion dispar Denis, 1935 — Алжир
- Zodarion dubium Strand, 1906 — Алжир
- Zodarion duriense Cardoso, 2003 — Португалия
- Zodarion egens Denis, 1937 — Неизвестно
- Zodarion elegans (Simon, 1873) — Южная Европа, Северная Африка
- Zodarion emarginatum (Simon, 1873) — Франция, Корсика, Мальта, Греция
- Zodarion epirense Brignoli, 1984 — Болгария, Греция
- Zodarion evvoia Bosmans, 2009 — Греция
- Zodarion fazanicum Denis, 1938 — Ливия
- Zodarion frenatum Simon, 1884 — Италия, Болгария, Греция, Крит, Корфу, Турция
- Zodarion fulvonigrum (Simon, 1874) — Франция
- Zodarion fuscum (Simon, 1870) — Британия, Франция, Испания, Португалия
- Zodarion gallicum (Simon, 1873) — Франция, Корсика, Италия, Балканы, Турция
- Zodarion germanicum (C. L. Koch, 1837) — Европа
- Zodarion geshur Levy, 2007 — Израиль
- Zodarion gracilitibiale Denis, 1933 — Франция
- Zodarion graecum (C. L. Koch, 1843) — Восточная Европа, Ливан, Израиль
- Zodarion granulatum Kulczynski, 1908 — Кипр, Греция, Турция, Ливан, Израиль
- Zodarion gregua Bosmans, 1994 — Португалия, Испания
- Zodarion guadianense Cardoso, 2003 — Португалия
- Zodarion hamatum Wiehle, 1964 — Италия, Австрия, Словения
- Zodarion hauseri Brignoli, 1984 — Греция
- Zodarion hunanense Yin, 2012 — Китай
- Zodarion immaculatum Denis, 1962 — Ливия
- Zodarion isabellinum (Simon, 1870) — Испания
- Zodarion italicum (Canestrini, 1868) — Европа
- Zodarion jansseni Bosmans, 2009 — Греция
- Zodarion jozefienae Bosmans, 1994 — Португалия, Испания
- Zodarion judaeorum Levy, 1992 — Израиль
- Zodarion kabylianum Denis, 1937 — Алжир
- Zodarion karpathos Bosmans, 2009 — Греция
- Zodarion killini Bosmans, 2009 — Греция
- Zodarion konradi Bosmans, 2009 — Греция
- Zodarion korgei Wunderlich, 1980 — Турция
- Zodarion kossamos Bosmans, 2009 — Греция
- Zodarion lindbergi Roewer, 1960 — Афганистан
- Zodarion luctuosum (O. P.-Cambridge, 1872) — Израиль
- Zodarion ludibundum Simon, 1914 — Корсика, Сицилия, Алжир
- Zodarion lusitanicum Cardoso, 2003 — Португалия, Испания
- Zodarion lutipes (O. P.-Cambridge, 1872) — Кипр, Израиль, Ливан, Иордания
- Zodarion machadoi Denis, 1939 — Португалия, Испания, Азорские острова
- Zodarion maculatum (Simon, 1870) — Португалия, Испания, Сицилия, Марокко
- Zodarion mallorca Bosmans, 1994 — Мальорка
- Zodarion marginiceps Simon, 1914 — Испания, Франция
- Zodarion martynovae Andreeva & Tyschchenko, 1968 — Центральная Азия
- Zodarion merlijni Bosmans, 1994 — Португалия, Испания
- Zodarion mesranense Bouragba & Bosmans, 2012 — Алжир
- Zodarion messiniense Bosmans, 2009 — Греция
- Zodarion minutum Bosmans, 1994 — Испания, Мальорка, Ибица
- Zodarion modestum (Simon, 1870) — Испания
- Zodarion morosoides Bosmans, 2009 — Греция
- Zodarion morosum Denis, 1935 — Болгария, Греция, Турция, Украина, Россия
- Zodarion murphyorum Bosmans, 1994 — Испания
- Zodarion musarum Brignoli, 1984 — Греция
- Zodarion nesiotes Denis, 1965 — Канарские Острова
- Zodarion nesiotoides Wunderlich, 1992 — Канарские Острова
- Zodarion nigriceps (Simon, 1873) — Корсика, Сардиния
- Zodarion nigrifemur Caporiacco, 1948 — Греция
- Zodarion nitidum (Audouin, 1826) — Северная Африка, Средний Восток
- Zodarion noordami Bosmans, 2009 — Греция
- Zodarion odem Levy, 2007 — Израиль
- Zodarion ohridense Wunderlich, 1973 — Болгария, Македония, Хорватия, Греция
- Zodarion pacificum Bosmans, 2009 — Хорватия, Босния
- Zodarion pallidum Denis, 1952 — Марокко
- Zodarion petrobium Dunin & Zacharjan, 1991 — Азербайджан, Армения
- Zodarion pileolonotatum Denis, 1935 — Ливия
- Zodarion pirini Drensky, 1921 — Болгария, Греция
- Zodarion pseudoelegans Denis, 1933 — Испания, Франция, Ибица
- Zodarion pusio Simon, 1914 — Франция, Италия, Тунис, Хорватия, Босния и Герцеговина
- Zodarion pythium Denis, 1935 — Греция
- Zodarion remotum Denis, 1935 — Корсика, Италия
- Zodarion reticulatum Kulczynski, 1908 — Кипр
- Zodarion rubidum Simon, 1914 — Европа (ввезён в США, Канада)
- Zodarion rudyi Bosmans, 1994 — Португалия, Испания
- Zodarion ruffoi Caporiacco, 1951 — Франция, Италия
- Zodarion samos Bosmans, 2009 — Греция
- Zodarion santorini Bosmans, 2009 — Греция
- Zodarion sardum Bosmans, 1997 — Сардиния
- Zodarion scutatum Wunderlich, 1980 — Словения, Хорватия
- Zodarion segurense Bosmans, 1994 — Испания
- Zodarion simplex Jocque, 2011 — ОАЭ
- Zodarion soror (Simon, 1873) — Корсика
- Zodarion spasskyi Charitonov, 1946 — Центральная Азия
- Zodarion spinibarbe Wunderlich, 1973 — Крит
- Zodarion styliferum (Simon, 1870) — Португалия, Испания, Мадейра
  - Zodarion styliferum extraneum Denis, 1935 — Португалия
- Zodarion sungar (Jocque, 1991) — Турция, Ирак
- Zodarion tadzhikum Andreeva & Tyschchenko, 1968 — Таджикистан
- Zodarion talyschicum Dunin & Nenilin, 1987 — Азербайджан
- Zodarion testaceofasciatum Spassky, 1941 — Таджикистан
- Zodarion thoni Nosek, 1905 — Восточная Европа до Азербайджана
- Zodarion timidum (Simon, 1874) — Испания, Франция
- Zodarion trianguliferum Denis, 1952 — Марокко
- Zodarion tunetiacum Strand, 1906 — Тунис
- Zodarion turcicum Wunderlich, 1980 — Болгария, Турция
- Zodarion van Bosmans, 2009 — Турция
- Zodarion vanimpei Bosmans, 1994 — Испания
- Zodarion vankeerorum Bosmans, 2009 — Греция
- Zodarion variegatum Denis, 1956 — Марокко
- Zodarion vicinum Denis, 1935 — Англия, Италия
- Zodarion viduum Denis, 1937 — Португалия
- Zodarion walsinghami Denis, 1937 — Алжир
- Zodarion zebra Charitonov, 1946 — Узбекистан
- Zodarion zorba Bosmans, 2009 — Греция